# Temporada 2016 de MotoGP
La temporada 2016 de MotoGP fue la 68.º edición de la categoría principal del Campeonato del Mundo de Motociclismo. Marc Márquez se coronó campeón del mundial en el GP de Japón.

## Calendario
El calendario está formado por un total de 18 carreras, disputadas en 15 países distintos.
| Ronda | Fecha            | Gran Premio                                         | Circuito                                              |
| ----- | ---------------- | --------------------------------------------------- | ----------------------------------------------------- |
| 1     | 20 de marzo      | Gran Premio de Catar                                | Circuito Internacional de Losail, Doha                |
| 2     | 3 de abril       | Gran Premio de la República Argentina               | Autódromo Termas de Río Hondo, Santiago del Estero    |
| 3     | 10 de abril      | Gran Premio de las Américas                         | Circuito de las Américas, Austin                      |
| 4     | 24 de abril      | Gran Premio de España                               | Circuito de Jerez, Jerez de la Frontera               |
| 5     | 8 de mayo        | Gran Premio de Francia                              | Le Mans Bugatti, Maine                                |
| 6     | 22 de mayo       | Gran Premio de Italia                               | Circuito de Mugello, Scarperia                        |
| 7     | 5 de junio       | Gran Premio de Cataluña                             | Circuito de Barcelona-Cataluña, Montmeló              |
| 8     | 26 de junio      | TT Assen                                            | Circuito de Assen, Assen                              |
| 9     | 17 de julio      | Gran Premio de Alemania                             | Sachsenring, Hohenstein-Ernstthal                     |
| 10    | 14 de agosto     | Gran Premio de Austria                              | Red Bull Ring, Spielberg                              |
| 11    | 21 de agosto     | Gran Premio de la República Checa                   | Autódromo de Brno, Brno                               |
| 12    | 4 de septiembre  | Gran Premio de Gran Bretaña                         | Circuito de Silverstone, Silverstone                  |
| 13    | 11 de septiembre | Gran Premio de San Marino y de la Riviera de Rimini | Circuito de Misano Marco Simoncelli, Misano Adriatico |
| 14    | 25 de septiembre | Gran Premio de Aragón                               | Motorland Aragón, Alcañiz                             |
| 15    | 16 de octubre    | Gran Premio de Japón                                | Twin Ring Motegi, Motegi                              |
| 16    | 23 de octubre    | Gran Premio de Australia                            | Circuito de Phillip Island, Phillip Island            |
| 17    | 30 de octubre    | Gran Premio de Malasia                              | Circuito Internacional de Sepang, Selangor            |
| 18    | 13 de noviembre  | Gran Premio de la Comunidad Valenciana              | Circuito Ricardo Tormo, Valencia                      |

## Equipos y pilotos
La Federación Internacional de Motociclismo anunció el 7 de noviembre de 2015 los equipos y pilotos en la categoría MotoGP para la temporada 2016.[cita requerida]
| Equipos de fábrica                  | Equipos de fábrica | Equipos de fábrica      | Equipos de fábrica | Equipos de fábrica | Equipos de fábrica |
| Equipo                              | Constructor        | Moto                    | N.º                | Piloto             | Rondas             |
| ----------------------------------- | ------------------ | ----------------------- | ------------------ | ------------------ | ------------------ |
| Ducati Team                         | Ducati             | Ducati Desmosedici GP16 | 04                 | Andrea Dovizioso   | Todas              |
| Ducati Team                         | Ducati             | Ducati Desmosedici GP16 | 8                  | Héctor Barberá     | 15–16              |
| Ducati Team                         | Ducati             | Ducati Desmosedici GP16 | 29                 | Andrea Iannone     | 1-14, 17-18        |
| Ducati Team                         | Ducati             | Ducati Desmosedici GP16 | 51                 | Michele Pirro      | 6, 10              |
| Ducati Team                         | Ducati             | Ducati Desmosedici GP16 | 51                 | Michele Pirro      | 13–14              |
| Repsol Honda Team                   | Honda              | Honda RC213V            | 7                  | Hiroshi Aoyama     | 17                 |
| Repsol Honda Team                   | Honda              | Honda RC213V            | 73                 | Hiroshi Aoyama     | 15                 |
| Repsol Honda Team                   | Honda              | Honda RC213V            | 26                 | Dani Pedrosa       | 1–15, 18           |
| Repsol Honda Team                   | Honda              | Honda RC213V            | 69                 | Nicky Hayden       | 16                 |
| Repsol Honda Team                   | Honda              | Honda RC213V            | 93                 | Marc Márquez       | Todas              |
| Red Bull KTM Factory Racing         | KTM                | KTM RC16                | 36                 | Mika Kallio        | 18                 |
| Team Suzuki Ecstar                  | Suzuki             | Suzuki GSX-RR           | 25                 | Maverick Viñales   | Todas              |
| Team Suzuki Ecstar                  | Suzuki             | Suzuki GSX-RR           | 41                 | Aleix Espargaró    | Todas              |
| Movistar Yamaha MotoGP              | Yamaha             | Yamaha YZR-M1           | 46                 | Valentino Rossi    | Todas              |
| Movistar Yamaha MotoGP              | Yamaha             | Yamaha YZR-M1           | 99                 | Jorge Lorenzo      | Todas              |
| Yamalube Yamaha Factory Racing Team | Yamaha             | Yamaha YZR-M1           | 21                 | Katsuyuki Nakasuga | 15                 |
| Equipos independientes              |                    |                         |                    |                    |                    |
| Equipo                              | Constructor        | Moto                    | N.º                | Piloto             | Rondas             |
| Aprilia Racing Team Gresini         | Aprilia            | Aprilia RS-GP           | 6                  | Stefan Bradl       | Todas              |
| Aprilia Racing Team Gresini         | Aprilia            | Aprilia RS-GP           | 19                 | Álvaro Bautista    | Todas              |
| Octo Pramac Yakhnich                | Ducati             | Ducati Desmosedici GP15 | 9                  | Danilo Petrucci    | 1, 5–18            |
| Octo Pramac Yakhnich                | Ducati             | Ducati Desmosedici GP15 | 45                 | Scott Redding      | Todas              |
| Octo Pramac Yakhnich                | Ducati             | Ducati Desmosedici GP15 | 51                 | Michele Pirro      | 2–4                |
| Avintia Racing                      | Ducati             | Ducati Desmosedici GP14 | 7                  | Mike Jones         | 15–16              |
| Avintia Racing                      | Ducati             | Ducati Desmosedici GP14 | 8                  | Héctor Barberá     | 1–14, 17–18        |
| Avintia Racing                      | Ducati             | Ducati Desmosedici GP14 | 12                 | Javier Forés       | 13                 |
| Avintia Racing                      | Ducati             | Ducati Desmosedici GP14 | 51                 | Michele Pirro      | 7–8                |
| Avintia Racing                      | Ducati             | Ducati Desmosedici GP14 | 76                 | Loris Baz          | 1–6, 9–12, 14–18   |
| Aspar Team MotoGP                   | Ducati             | Ducati Desmosedici GP14 | 50                 | Eugene Laverty     | Todas              |
| Aspar Team MotoGP                   | Ducati             | Ducati Desmosedici GP14 | 68                 | Yonny Hernández    | Todas              |
| LCR Honda                           | Honda              | Honda RC213V            | 35                 | Cal Crutchlow      | Todas              |
| Estrella Galicia 0,0 Marc VDS       | Honda              | Honda RC213V            | 43                 | Jack Miller        | 1–10, 12–13, 15–18 |
| Estrella Galicia 0,0 Marc VDS       | Honda              | Honda RC213V            | 53                 | Tito Rabat         | Todas              |
| Estrella Galicia 0,0 Marc VDS       | Honda              | Honda RC213V            | 69                 | Nicky Hayden       | 14                 |
| Monster Yamaha Tech 3               | Yamaha             | Yamaha YZR-M1           | 22                 | Alex Lowes         | 12–14              |
| Monster Yamaha Tech 3               | Yamaha             | Yamaha YZR-M1           | 38                 | Bradley Smith      | 1–11, 15–18        |
| Monster Yamaha Tech 3               | Yamaha             | Yamaha YZR-M1           | 44                 | Pol Espargaró      | Todas              |

| Leyenda             | Leyenda |
| ------------------- | ------- |
| Piloto regular      |         |
| Piloto novato       |         |
| Piloto invitado     |         |
| Piloto de reemplazo |         |

## Resultados y clasificación

### Grandes Premios
| Ronda | Gran Premio                            | Pole position    | Vuelta rápida    | Piloto ganador   | Constructor ganador |
| ----- | -------------------------------------- | ---------------- | ---------------- | ---------------- | ------------------- |
| 1     | Gran Premio de Catar                   | Jorge Lorenzo    | Jorge Lorenzo    | Jorge Lorenzo    | Yamaha              |
| 2     | Gran Premio de Argentina               | Marc Márquez     | Marc Márquez     | Marc Márquez     | Honda               |
| 3     | Gran Premio de las Américas            | Marc Márquez     | Marc Márquez     | Marc Márquez     | Honda               |
| 4     | Gran Premio de España                  | Valentino Rossi  | Valentino Rossi  | Valentino Rossi  | Yamaha              |
| 5     | Gran Premio de Francia                 | Jorge Lorenzo    | Valentino Rossi  | Jorge Lorenzo    | Yamaha              |
| 6     | Gran Premio de Italia                  | Valentino Rossi  | Andrea Iannone   | Jorge Lorenzo    | Yamaha              |
| 7     | Gran Premio de Cataluña                | Marc Márquez     | Maverick Viñales | Valentino Rossi  | Yamaha              |
| 8     | TT Assen                               | Andrea Dovizioso | Danilo Petrucci  | Jack Miller      | Honda               |
| 9     | Gran Premio de Alemania                | Marc Márquez     | Cal Crutchlow    | Marc Márquez     | Honda               |
| 10    | Gran Premio de Austria                 | Andrea Iannone   | Andrea Iannone   | Andrea Iannone   | Ducati              |
| 11    | Gran Premio de la República Checa      | Marc Márquez     | Cal Crutchlow    | Cal Crutchlow    | Honda               |
| 12    | Gran Premio de Gran Bretaña            | Cal Crutchlow    | Maverick Viñales | Maverick Viñales | Suzuki              |
| 13    | Gran Premio de San Marino              | Jorge Lorenzo    | Dani Pedrosa     | Dani Pedrosa     | Honda               |
| 14    | Gran Premio de Aragón                  | Marc Márquez     | Marc Márquez     | Marc Márquez     | Honda               |
| 15    | Gran Premio de Japón                   | Valentino Rossi  | Marc Márquez     | Marc Márquez     | Honda               |
| 16    | Gran Premio de Australia               | Marc Márquez     | Cal Crutchlow    | Cal Crutchlow    | Honda               |
| 17    | Gran Premio de Malasia                 | Andrea Dovizioso | Andrea Dovizioso | Andrea Dovizioso | Ducati              |
| 18    | Gran Premio de la Comunidad Valenciana | Jorge Lorenzo    | Jorge Lorenzo    | Jorge Lorenzo    | Yamaha              |

### Clasificación por pilotos
| Pos     | Piloto             | Moto    | QAT | ARG | USA | ESP | FRA | ITA | CAT | NED | GER | AUT | CZE | GBR | RSM | ARA | JPN | AUS | MAL | VAL | Pts |
| ------- | ------------------ | ------- | --- | --- | --- | --- | --- | --- | --- | --- | --- | --- | --- | --- | --- | --- | --- | --- | --- | --- | --- |
| 1       | Marc Márquez       | Honda   | 3   | 1   | 1   | 3   | 13  | 2   | 2   | 2   | 1   | 5   | 3   | 4   | 4   | 1   | 1   | Ret | 11  | 2   | 298 |
| 2       | Valentino Rossi    | Yamaha  | 4   | 2   | Ret | 1   | 2   | Ret | 1   | Ret | 8   | 4   | 2   | 3   | 2   | 3   | Ret | 2   | 2   | 4   | 249 |
| 3       | Jorge Lorenzo      | Yamaha  | 1   | Ret | 2   | 2   | 1   | 1   | Ret | 10  | 15  | 3   | 17  | 8   | 3   | 2   | Ret | 6   | 3   | 1   | 233 |
| 4       | Maverick Viñales   | Suzuki  | 6   | Ret | 4   | 6   | 3   | 6   | 4   | 9   | 12  | 6   | 9   | 1   | 5   | 4   | 3   | 3   | 6   | 5   | 202 |
| 5       | Andrea Dovizioso   | Ducati  | 2   | 13  | Ret | Ret | Ret | 5   | 7   | Ret | 3   | 2   | Ret | 6   | 6   | 11  | 2   | 4   | 1   | 7   | 171 |
| 6       | Dani Pedrosa       | Honda   | 5   | 3   | Ret | 4   | 4   | 4   | 3   | 12  | 6   | 7   | 12  | 5   | 1   | 6   | DNS |     |     | Ret | 155 |
| 7       | Cal Crutchlow      | Honda   | Ret | Ret | 16  | 11  | Ret | 11  | 6   | Ret | 2   | 15  | 1   | 2   | 8   | 5   | 5   | 1   | Ret | Ret | 141 |
| 8       | Pol Espargaró      | Yamaha  | 7   | 6   | 7   | 8   | 5   | 15  | 5   | 4   | Ret | 10  | 13  | DNS | 9   | 8   | 6   | 5   | 9   | 6   | 134 |
| 9       | Andrea Iannone     | Ducati  | Ret | Ret | 3   | 7   | Ret | 3   | Ret | 5   | 5   | 1   | 8   | Ret | DNS | DNS |     |     | Ret | 3   | 112 |
| 10      | Héctor Barberá     | Ducati  | 9   | 5   | 9   | 10  | 8   | 12  | 11  | 6   | 9   | DSQ | 5   | 14  | 13  | 13  | 17  | Ret | 4   | 11  | 102 |
| 11      | Aleix Espargaró    | Suzuki  | 11  | 11  | 5   | 5   | 6   | 9   | Ret | Ret | 14  | Ret | Ret | 7   | Ret | 7   | 4   | Ret | 13  | 8   | 93  |
| 12      | Álvaro Bautista    | Aprilia | 13  | 10  | 11  | Ret | 9   | Ret | 8   | Ret | 10  | 16  | 16  | 10  | 10  | 9   | 7   | 12  | 7   | 10  | 82  |
| 13      | Eugene Laverty     | Ducati  | 12  | 4   | 12  | 9   | 11  | 13  | 13  | 7   | 11  | 18  | 6   | 12  | 14  | 14  | Ret | 14  | 12  | 16  | 77  |
| 14      | Danilo Petrucci    | Ducati  | DNS |     |     |     | 7   | 8   | 9   | Ret | Ret | 11  | 7   | 9   | 11  | 17  | 8   | 9   | 10  | 12  | 75  |
| 15      | Scott Redding      | Ducati  | 10  | Ret | 6   | 19  | Ret | Ret | 16  | 3   | 4   | 8   | 15  | 17  | 15  | 19  | 9   | 7   | 15  | 14  | 74  |
| 16      | Stefan Bradl       | Aprilia | Ret | 7   | 10  | 14  | 10  | 14  | 12  | 8   | DNS | 19  | 14  | Ret | 12  | 10  | 10  | 11  | 17  | 13  | 63  |
| 17      | Bradley Smith      | Yamaha  | 8   | 8   | 17  | 12  | Ret | 7   | Ret | 13  | 13  | 9   | Ret |     |     |     | 13  | 8   | 14  | 9   | 62  |
| 18      | Jack Miller        | Honda   | 14  | Ret | DNS | 17  | Ret | Ret | 10  | 1   | 7   | DNS |     | 16  | DNS |     | Ret | 10  | 8   | 15  | 57  |
| 19      | Michele Pirro      | Ducati  |     | 12  | 8   | 16  |     | 10  | 15  | Ret |     | 12  |     |     | 7   | 12  |     |     |     |     | 36  |
| 20      | Loris Baz          | Ducati  | Ret | Ret | 15  | 13  | 12  | Ret |     |     | 17  | 13  | 4   | DNS |     | 18  | 16  | Ret | 5   | 18  | 35  |
| 21      | Tito Rabat         | Honda   | 15  | 9   | 13  | 18  | Ret | DNS | 14  | 11  | 16  | 14  | 10  | 15  | 17  | Ret | 14  | 16  | 18  | 17  | 29  |
| 22      | Yonny Hernández    | Ducati  | Ret | Ret | 14  | 15  | Ret | 16  | 17  | Ret | 18  | 17  | 11  | 11  | 16  | 16  | 12  | 13  | Ret | Ret | 20  |
| 23      | Katsuyuki Nakasuga | Yamaha  |     |     |     |     |     |     |     |     |     |     |     |     |     |     | 11  |     |     |     | 5   |
| 24      | Alex Lowes         | Yamaha  |     |     |     |     |     |     |     |     |     |     |     | 13  | Ret | DNS |     |     |     |     | 3   |
| 25      | Hiroshi Aoyama     | Honda   |     |     |     |     |     |     |     |     |     |     |     |     |     |     | 15  |     | 16  |     | 1   |
| 26      | Nicky Hayden       | Honda   |     |     |     |     |     |     |     |     |     |     |     |     |     | 15  |     | 17  |     |     | 1   |
| 27      | Mike Jones         | Ducati  |     |     |     |     |     |     |     |     |     |     |     |     |     |     | 18  | 15  |     |     | 1   |
|         | Mika Kallio        | KTM     |     |     |     |     |     |     |     |     |     |     |     |     |     |     |     |     |     | Ret | 0   |
|         | Javier Forés       | Ducati  |     |     |     |     |     |     |     |     |     |     |     |     | Ret |     |     |     |     |     | 0   |
| Pos     | Piloto             | Moto    | QAT | ARG | USA | ESP | FRA | ITA | CAT | NED | GER | AUT | CZE | GBR | RSM | ARA | JPN | AUS | MAL | VAL | Pts |
| Fuente: |                    |         |     |     |     |     |     |     |     |     |     |     |     |     |     |     |     |     |     |     |     |

| Color     | Resultado                                                               |
| --------- | ----------------------------------------------------------------------- |
| Oro       | Ganador                                                                 |
| Plata     | 2.ª plaza                                                               |
| Bronce    | 3.ª plaza                                                               |
| Verde     | Finalizó en los puntos                                                  |
| Azul      | Finalizó sin puntos                                                     |
| Azul      | NC - No clasificado                                                     |
| Violeta   | Ret - No terminó (Carrera)                                              |
| Rojo      | DNQ - No se clasificó                                                   |
| Negro     | DSQ - Descalificado                                                     |
| Blanco    | DNS - No empezó (carrera)                                               |
| Blanco    | WD - Retirado (fin de semana)                                           |
| Blanco    | C - Carrera cancelada                                                   |
| Sin color | DNP - Inscrito pero no participó                                        |
| Sin color | INJ - Lesionado                                                         |
| Sin color | EX - Excluido                                                           |
| Estado    | Resultado                                                               |
| Negrita   | Pole position                                                           |
| Cursiva   | Vuelta rápida                                                           |
| †         | Abandona, pero clasifica al completar el porcentaje requerido para ello |

### Clasificación constructores
| Pos | Constructor | QAT | ARG | USA | ESP | FRA | ITA | CAT | NED | GER | AUT | CZE | GBR | RSM | ARA | JPN | AUS | MAL | VAL | Pts |
| --- | ----------- | --- | --- | --- | --- | --- | --- | --- | --- | --- | --- | --- | --- | --- | --- | --- | --- | --- | --- | --- |
| 1   | Honda       | 3   | 1   | 1   | 3   | 4   | 2   | 2   | 1   | 1   | 5   | 1   | 2   | 1   | 1   | 1   | 1   | 8   | 2   | 369 |
| 2   | Yamaha      | 1   | 2   | 2   | 1   | 1   | 1   | 1   | 4   | 8   | 3   | 2   | 3   | 2   | 2   | 6   | 2   | 2   | 1   | 353 |
| 3   | Ducati      | 2   | 4   | 3   | 7   | 7   | 3   | 7   | 3   | 3   | 1   | 4   | 6   | 6   | 11  | 2   | 4   | 1   | 3   | 261 |
| 4   | Suzuki      | 6   | 11  | 4   | 5   | 3   | 6   | 4   | 9   | 12  | 6   | 9   | 1   | 5   | 4   | 3   | 3   | 6   | 5   | 208 |
| 5   | Aprilia     | 13  | 7   | 10  | 14  | 9   | 14  | 8   | 8   | 10  | 16  | 14  | 10  | 10  | 9   | 7   | 11  | 7   | 10  | 101 |
|     | KTM         |     |     |     |     |     |     |     |     |     |     |     |     |     |     |     |     |     | Ret | 0   |
| Pos | Constructor | QAT | ARG | USA | ESP | FRA | ITA | CAT | NED | GER | AUT | CZE | GBR | RSM | ARA | JPN | AUS | MAL | VAL | Pts |

### Clasificación por equipos
| Pos | Equipo                        | Num. Moto | QAT | ARG | USA | ESP | FRA | ITA | CAT | NED | GER | AUT | CZE | GBR | RSM | ARA | JPN | AUS | MAL | VAL | Pts |
| --- | ----------------------------- | --------- | --- | --- | --- | --- | --- | --- | --- | --- | --- | --- | --- | --- | --- | --- | --- | --- | --- | --- | --- |
| 1   | Movistar Yamaha MotoGP        | 46        | 4   | 2   | Ret | 1   | 2   | Ret | 1   | Ret | 8   | 4   | 2   | 3   | 2   | 3   | Ret | 2   | 2   | 4   | 482 |
| 1   | Movistar Yamaha MotoGP        | 99        | 1   | Ret | 2   | 2   | 1   | 1   | Ret | 10  | 15  | 3   | 17  | 8   | 3   | 2   | Ret | 6   | 3   | 1   | 482 |
| 2   | Repsol Honda                  | 7         |     |     |     |     |     |     |     |     |     |     |     |     |     |     |     |     | 16  |     | 454 |
| 2   | Repsol Honda                  | 26        | 5   | 3   | Ret | 4   | 4   | 4   | 3   | 12  | 6   | 7   | 12  | 5   | 1   | 6   | DNS |     |     | Ret | 454 |
| 2   | Repsol Honda                  | 69        |     |     |     |     |     |     |     |     |     |     |     |     |     |     |     | 17  |     |     | 454 |
| 2   | Repsol Honda                  | 73        |     |     |     |     |     |     |     |     |     |     |     |     |     |     | 15  |     |     |     | 454 |
| 2   | Repsol Honda                  | 93        | 3   | 1   | 1   | 3   | 13  | 2   | 2   | 2   | 1   | 5   | 3   | 4   | 4   | 1   | 1   | Ret | 11  | 2   | 454 |
| 3   | Ducati Team                   | 04        | 2   | 13  | Ret | Ret | Ret | 5   | 7   | Ret | 3   | 2   | Ret | 6   | 6   | 11  | 2   | 4   | 1   | 7   | 296 |
| 3   | Ducati Team                   | 8         |     |     |     |     |     |     |     |     |     |     |     |     |     |     | 17  | Ret |     |     | 296 |
| 3   | Ducati Team                   | 29        | Ret | Ret | 3   | 7   | Ret | 3   | Ret | 5   | 5   | 1   | 8   | Ret | DNS | DNS |     |     | Ret | 3   | 296 |
| 3   | Ducati Team                   | 51        |     |     |     |     |     | 10  |     |     |     | 12  |     |     | 7   | 12  |     |     |     |     | 296 |
| 4   | Team Suzuki Ecstar            | 25        | 6   | Ret | 4   | 6   | 3   | 6   | 4   | 9   | 12  | 6   | 9   | 1   | 5   | 4   | 3   | 3   | 6   | 5   | 295 |
| 4   | Team Suzuki Ecstar            | 41        | 11  | 11  | 5   | 5   | 6   | 9   | Ret | Ret | 14  | Ret | Ret | 7   | Ret | 7   | 4   | Ret | 13  | 8   | 295 |
| 5   | Monster Yamaha Tech 3         | 22        |     |     |     |     |     |     |     |     |     |     |     | 13  | Ret | DNS |     |     |     |     | 199 |
| 5   | Monster Yamaha Tech 3         | 38        | 8   | 8   | 17  | 12  | Ret | 7   | Ret | 13  | 13  | 9   | Ret |     |     |     | 13  | 8   | 14  | 9   | 199 |
| 5   | Monster Yamaha Tech 3         | 44        | 7   | 6   | 7   | 8   | 5   | 15  | 5   | 4   | Ret | 10  | 13  | DNS | 9   | 8   | 6   | 5   | 9   | 6   | 199 |
| 6   | Octo Pramac Yakhnich          | 9         | DNS |     |     |     | 7   | 8   | 9   | Ret | Ret | 11  | 7   | 9   | 11  | 17  | 8   | 9   | 10  | 12  | 161 |
| 6   | Octo Pramac Yakhnich          | 45        | 10  | Ret | 6   | 19  | Ret | Ret | 16  | 3   | 4   | 8   | 15  | 17  | 15  | 19  | 9   | 7   | 15  | 14  | 161 |
| 6   | Octo Pramac Yakhnich          | 51        |     | 12  | 8   | 16  |     |     |     |     |     |     |     |     |     |     |     |     |     |     | 161 |
| 7   | Aprilia Racing Team Gresini   | 6         | Ret | 7   | 10  | 14  | 10  | 14  | 12  | 8   | DNS | 19  | 14  | Ret | 12  | 10  | 10  | 11  | 17  | 13  | 145 |
| 7   | Aprilia Racing Team Gresini   | 19        | 13  | 10  | 11  | Ret | 9   | Ret | 8   | Ret | 10  | 16  | 16  | 10  | 10  | 9   | 7   | 12  | 7   | 10  | 145 |
| 8   | LCR Honda                     | 35        | Ret | Ret | 16  | 11  | Ret | 11  | 6   | Ret | 2   | 15  | 1   | 2   | 8   | 5   | 5   | 1   | Ret | Ret | 141 |
| 9   | Avintia Racing                | 7         |     |     |     |     |     |     |     |     |     |     |     |     |     |     | 18  | 15  |     |     | 139 |
| 9   | Avintia Racing                | 8         | 9   | 5   | 9   | 10  | 8   | 12  | 11  | 6   | 9   | DSQ | 5   | 14  | 13  | 13  |     |     | 4   | 11  | 139 |
| 9   | Avintia Racing                | 12        |     |     |     |     |     |     |     |     |     |     |     |     | Ret |     |     |     |     |     | 139 |
| 9   | Avintia Racing                | 51        |     |     |     |     |     |     | 15  | Ret |     |     |     |     |     |     |     |     |     |     | 139 |
| 9   | Avintia Racing                | 76        | Ret | Ret | 15  | 13  | 12  | Ret |     |     | 17  | 13  | 4   | DNS |     | 18  | 16  | Ret | 5   | 18  | 139 |
| 10  | Aspar Team MotoGP             | 50        | 12  | 4   | 12  | 9   | 11  | 13  | 13  | 7   | 11  | 18  | 6   | 12  | 14  | 14  | Ret | 14  | 12  | 16  | 97  |
| 10  | Aspar Team MotoGP             | 68        | Ret | Ret | 14  | 15  | Ret | 16  | 17  | Ret | 18  | 17  | 11  | 11  | 16  | 16  | 12  | 13  | Ret | Ret | 97  |
| 11  | Estrella Galicia 0,0 Marc VDS | 43        | 14  | Ret | DNS | 17  | Ret | Ret | 10  | 1   | 7   | DNS |     | 16  | DNS |     | Ret | 10  | 8   | 15  | 87  |
| 11  | Estrella Galicia 0,0 Marc VDS | 53        | 15  | 9   | 13  | 18  | Ret | DNS | 14  | 11  | 16  | 14  | 10  | 15  | 17  | Ret | 14  | 16  | 18  | 17  | 87  |
| 11  | Estrella Galicia 0,0 Marc VDS | 69        |     |     |     |     |     |     |     |     |     |     |     |     |     | 15  |     |     |     |     | 87  |
| Pos | Equipo                        | Num. Moto | QAT | ARG | USA | ESP | FRA | ITA | CAT | NED | GER | AUT | CZE | GBR | RSM | ARA | JPN | AUS | MAL | VAL | Pts |

| Color     | Resultado                                                               |
| --------- | ----------------------------------------------------------------------- |
| Oro       | Ganador                                                                 |
| Plata     | 2.ª plaza                                                               |
| Bronce    | 3.ª plaza                                                               |
| Verde     | Finalizó en los puntos                                                  |
| Azul      | Finalizó sin puntos                                                     |
| Azul      | NC - No clasificado                                                     |
| Violeta   | Ret - No terminó (Carrera)                                              |
| Rojo      | DNQ - No se clasificó                                                   |
| Negro     | DSQ - Descalificado                                                     |
| Blanco    | DNS - No empezó (carrera)                                               |
| Blanco    | WD - Retirado (fin de semana)                                           |
| Blanco    | C - Carrera cancelada                                                   |
| Sin color | DNP - Inscrito pero no participó                                        |
| Sin color | INJ - Lesionado                                                         |
| Sin color | EX - Excluido                                                           |
| Estado    | Resultado                                                               |
| Negrita   | Pole position                                                           |
| Cursiva   | Vuelta rápida                                                           |
| †         | Abandona, pero clasifica al completar el porcentaje requerido para ello |